# Theodor Beza
Theodor Beza, také Théodore de Bèze, Theodorus Beza či Théodore de Besze (24. června 1519, Vézelay, Burgundy, Francie – 13. října 1605, Ženeva), byl francouzský teolog, protestant, učenec a klíčová postava francouzského reformačního hnutí v 16. století.

## Život
Po většinu života žil v Ženevě, která byla tehdy městským státem. Patřil k předním žákům Jana Kalvína. Narodil se ve Vézelay v Burgundsku do rodiny, která patřila k významným a politicky činným. Jeho bratr Nicholas byl členem pařížského parlamentu, druhý bratr Claude byl opat cisterciáckého kláštera Froimont v diecézi Beauvais. Samotného Theodora nejvíce ovlivnil jeho učitel Melchior Volmar (Wolmar), u něhož studoval ve francouzském protestantském centru ve městě Bourges. Po vypovězení Volmara z Francie králem Františkem I. studoval práva na proslulém učení v Orléans, která dokončil v roce 1539. Poté odešel do Paříže, kde se etabloval v literárních kruzích a seznámil s dívkou jménem Claudine Denoese, jíž slíbil sňatek. V Paříži ale došlo i k jeho duchovnímu obratu a to následkem nemoci. Poté se rozhodl, že odejde i s Claudií do centra reformačního hnutí do Ženevy, kde se osobně setkal s Janem Kalvínem. V Ženevě se s Claudií oženil. Působil na řecké akademii, patřil ve své době k předním znalcům řeckých spisů.
Poté cestoval po říši. Navštívil Tübingen, ve Francii Paříž a protestantská centra ve Švýcarsku (Bern, Curych, Lausanne) a pro obranu evangelických zájmů navrhoval spojení protestantů všech vyznání.
Po smrti Kalvína v roce 1564 se stal jeho nástupcem a hlavou kalvínské větve reformačního hnutí. Jeho práce v Ženevě se skládala ze stránky duchovní, organizační i doktrinální. V protestantském hnutí v celé Evropě si získal vážnost jako skvělý řečník, humanista, organizátor. Zároveň neztrácel svůj zájem o francouzské poměry, jelikož ve Francii byla společnost ostře rozdělena mezi hugenoty a katolíky, z čehož vyplývala těžká politická a společenská krize, jejímž symptomem byla například krvavá Bartolomějská noc. Šokem pro něho byla pak konverze Jindřicha IV. Navarrského ke katolictví, když Jindřich byl až do své korunovace francouzským králem vůdcem hugenotů a ve styku s Bezou. Zemřel ve věku 86 let v Ženevě.

## Theodor Beza a Jednota bratrská
Čeští bratří se s Bezou seznámili v roce 1574 prostřednictvím doktora Cratona. Bratří hledali u Bezy oporu proti luteránům a Beza s nimi začal písemně vyjednávat o vyznání víry a o sblížení. Jednotu bratrskou pokládal Beza za část reformované pospolitosti, a proto – i když měl některé dílčí výhrady – zařadil v roce 1581 Bratrskou konfesi do obsáhlé Harmonie vyznání. V Ženevě pak studovala řada členů Jednoty bratrské, což upevňovalo převahu kalvinismu v bratrském myšlení. Svůj velký a pohostinný dům Beza rád otevíral moravským bratrským šlechticům, bydlel u něho i Karel starší ze Žerotína a další členové jeho rodu. Jiný urozený bratrský student, rytíř Jiří Zikmund Prakšický ze Zástřizl, odkoupil v roce 1599 celou odbornou knihovnu stárnoucího učence, jemuž stále více slábl zrak, a dal ji odvézt na svůj hrad Buchlov.

## Dílo
Věnoval se výkladům díla Jana Kalvína, především kalvínským dogmatům o eucharistii a predestinaci. Jeho spisy se staly věroučným základem pro francouzské hugenoty. Taktéž vedl ideologické zápasy s luterány. Ze státovědných spisů patří k základním „Monarchomachen“ či „De jure magistratuum“. K dalším dílům patří „Vita Calvini“, „Histoire ecclésiastique des églises réformées au royaume de France, depuis l’an 1521 jusqu’en 1563“, „Icones id est verae imagines virorum doctrina et pietate illustrium“ apod.